# Canon de 12,7 cm/40 Type 89
Le canon de 12,7 cm/40 Type 89 est un canon antiaérien japonais construit peu avant la Seconde Guerre mondiale. Il équipe la plupart des navires de la Marine impériale japonaise durant le conflit.